# Italo Bonatti
Italo Bonatti (Castelmassa, 2 ottobre 1943 – Sorgà, 2 maggio 1977) è stato un calciatore italiano, di ruolo centrocampista.

## Caratteristiche tecniche
Era un'ala sinistra o mezzala.

## Carriera
Cresciuto nel Castelmassa, Bonatti approdò al Verona grazie a Iro Di Brino, noto scopritore di talenti del calcio veneto.

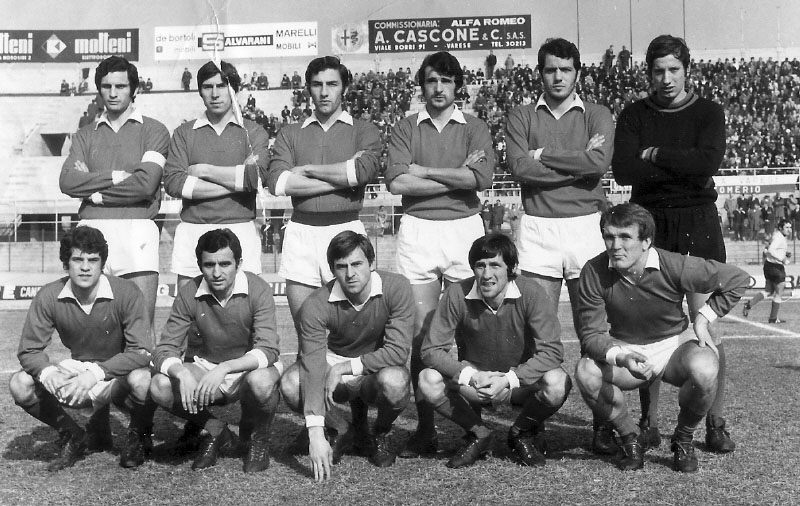
Bonatti (accosciato, secondo da sinistra) nel Varese del 1969-1970

A Verona Bonatti giocò 8 anni meritandosi l'appellativo di "freccia di Castelmassa" per le sue qualità tecniche malgrado una iniziale difficoltà ad emergere e un serio incidente nella stagione 1966-1967 (uno scontro con l'ex portiere veronese Italo Ghizzardi durante l'incontro Arezzo-Verona) che lo costrinse a un periodo di inattività, incidendo negativamente sul suo fisico, piuttosto esile.
Viene ricordato a Verona come uno dei protagonisti della promozione in Serie A nel 1967-1968 e per l'intesa in campo con Gianni Bui con cui creò un forte duo d'attacco.
Nils Liedholm, suo allenatore a Verona, lo volle con sé al Varese con cui ottenne la promozione in Serie A nel 1969-1970. A Varese rimase per quattro stagioni, poi problemi di natura fisica lo costrinsero a scendere di categoria giocando in Serie C nel Monza (1973-74), sempre Serie C nel Clodia Sottomarina (1974-75) ed in Serie D nel Conegliano (1975-76), prima di abbandonare il calcio professionistico e giocare nei dilettanti dove trovò una morte precoce, colto da un'emorragia cerebrale mentre giocava a Bonferraro, una frazione di Sorgà, durante un incontro di campionato indossando la maglia del Cadidavid.
In carriera ha totalizzato complessivamente 55 presenze e 2 reti in Serie A e 125 presenze e 17 reti in Serie B.

## Palmarès

### Club

#### Competizioni nazionali
- Coppa Italia Semiprofessionisti: 1

Monza: 1973-1974